# Synagogue de Belgrade
La synagogue de Belgrade (en serbe cyrillique : Београдска синагога ; en serbe latin : Beogradska sinagoga), également connue sous le nom de « synagogue Sukkat Shalom », est une synagogue située à Belgrade, la capitale de la Serbie, dans la municipalité de Stari grad. Elle est inscrite sur la liste des monuments culturels protégés de la république de Serbie (identifiant no SK 2117) et sur la liste des biens culturels de la ville de Belgrade.
Elle est le seul authentique bâtiment religieux actif de la communauté juive en Serbie, ainsi que du fait qu’il était l’un des rares bâtiments conservés de l’architecture synagogale en Serbie[réf. nécessaire].

## Historique de la synagogue

### La présence juive à Belgrade à l'époque moderne
L’histoire des Juifs à Belgrade peut être suivie grâce à des documents depuis la conquête turque de Belgrade en 1521. Déjà au milieu du XVIe siècle commence la colonisation massive des Juifs séfarades. Selon des données datant de 1567 et 1573, il y avait trois synagogues et plusieurs lieux de cultes à Belgrade. Au cours du XVIIe siècle, la communauté juive s’installe près de la rive du Danube, dans une zone que les Turcs appelaient Jalija.
L’histoire de la colonisation et de la vie des Juifs ashkénazes dans la région de la ville de Belgrade commence déjà pendant le XVIIIe siècle,

### L’émancipation des juifs auXIXesiècle
Avec l’indépendance de la Serbie, la vie des Juifs s’améliora progressivement, de telle manière qu’après le congrès de Berlin, les juifs obtinrent les pleins droits civils.
Le nombre de juifs à Belgrade augmenta considérablement à partir du milieu du XIXe siècle et dans la première moitié du XXe siècle. Le 1er octobre 1869 a été créée une municipalité ashkénaze à Belgrade. Des « Règles de la loi de la foi de l’ensemble des Juifs ashkénazes » sont adoptées en vingt points, qui prévoyaient la création d’écoles et lieux de culte. L’administration de la ville a confirmé ces règles, créant ainsi les bases d’une nouvelle municipalité Ashkenazi à Belgrade.

### La construction d'une nouvelle synagogue auXXesiècle
Au début, un bâtiment dans la rue Kosmajska a été loué (actuelle rue Marsala Birjuzova) pour les besoins religieux, administratifs, culturels et autres de la municipalité. L’idée d’élever de nouveaux bâtiments fonctionnels, ainsi que de récolter des fonds pour la construction de la synagogue ashkénaze a débuté avant la Première Guerre mondiale. Pourtant, la construction de la synagogue commença seulement après la guerre, avec la cérémonie de la pose de la première pierre le 15 juin 1924 et à cette occasion a été installée une charte en parchemin signée par le roi Alexandre et la reine Marie. À cette cérémonie ont été conviés des délégués du roi et du gouvernement des communautés juives, diverses sociétés du royaume, le président de l’Assemblé nationale, ainsi que le Grand Rabbin Alkalaj.

## Architecture

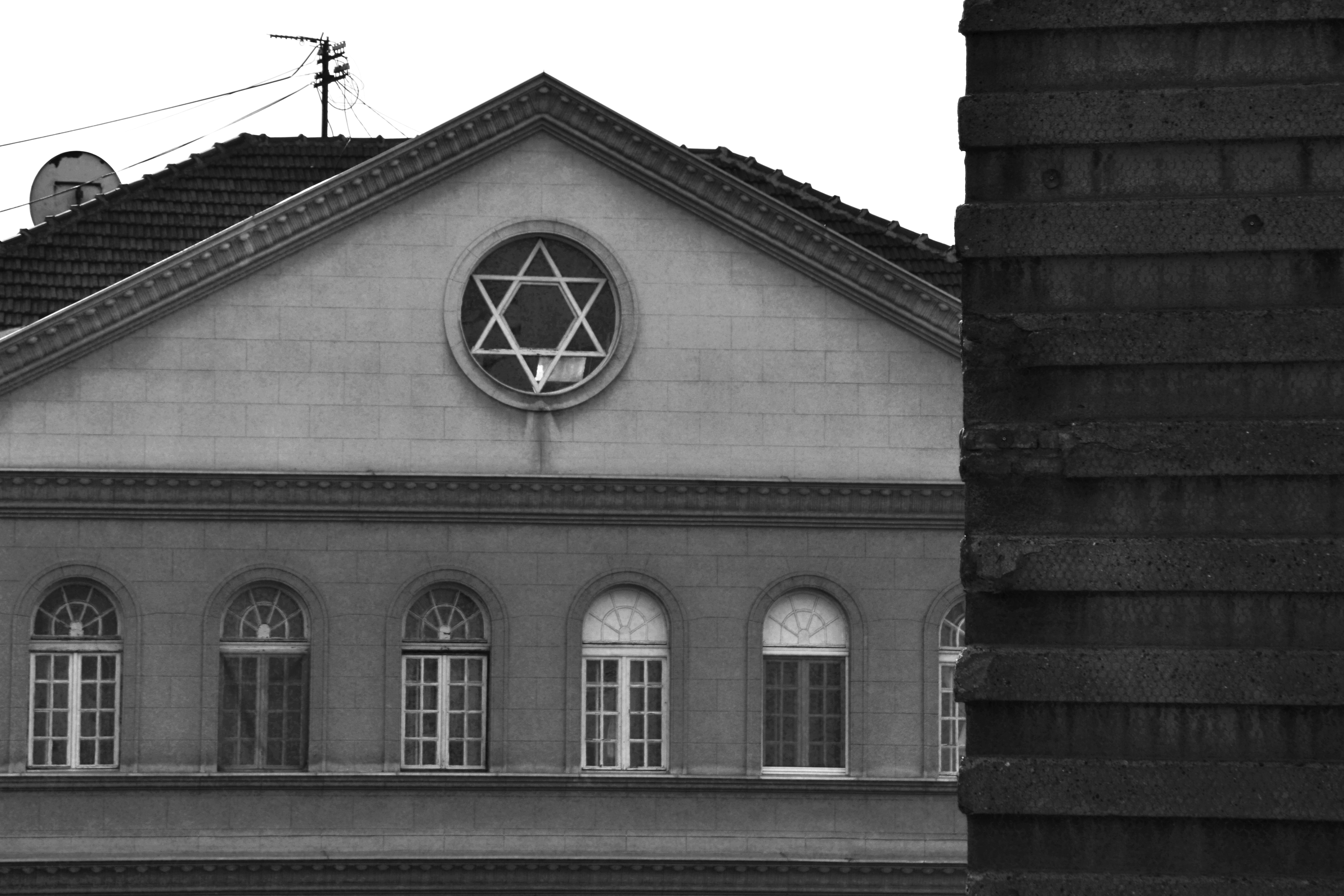
Le bouclier de David

Le projet de construction de la synagogue a été accordé en 1923 et le bâtiment même construit dans la période du 15 mai 1924 au 27 novembre 1929. Au cours de 1924-1926 le bâtiment de la synagogue a été terminé selon le projet de l’architecte Francis Urbana, avec la participation de Milan Slanga. En 1929 ont été effectués des travaux supplémentaires pour la modification de l’intérieur selon le projet de l’architecte Milutin Jovanovic. L’édifice servait jusqu’en 1941 comme bâtiment municipal de l’église serbo-juive pour les rites ashkénazes. Pendant l’occupation nazie de Belgrade entre 1941-1944 sa fonction authentique se dégrade et se transforme en maison close, pour qu’après la guerre elle reprenne sa fonction de synagogue destinée aux congrégations religieuses des Juifs de Belgrade. Le bâtiment de la synagogue a été conçu dans l’esprit de l’architecture de l’académisme, avec des éléments dominants en style néo-Renaissance.
L’élévation est constituée d’un sous-sol, d’un rez-de-chaussée, d’une galerie de rez-de-chaussée, du premier et du second étage. L’intérieur est résolu en multifonction, comme un espace pour diverses activités de la communauté juive : religieuses, culturelles, éducatives, sociales et résidentielles. Ce concept multi-usage du bâtiment est basé sur le contexte  religieux et social de la synagogue qui devrait combiner les trois fonctions de base : un lieu de service religieux de la congrégation juive et un lieu destiné à l’éducation et aux réunions de la communauté juive. Au sous-sol est placée la cuisine casher avec la salle à manger et les pièces annexes. L’espace central avec la galerie a une importance symbolique et religieuse primaire, comme un lieu consacré aux rites religieux. Latéralement, séparés par un mur de l’espace religieux, se trouvent les bureaux, la classe et des salles de conférence. Au premier et second étage sont disposées les chambres d’habitation. La salle de prière est divisée par deux rangées de piliers qui supportent la galerie. La façade frontale est conçue harmonieusement et symétriquement et l’accent décoratif est porté sur le pignon de la toiture où est dans l’oculus placé le bouclier de David - une étoile à six branches. La partie centrale de la façade est occupée par quatre fenêtres allongées et finies en demi-ronde, qui s’étendent dans la zone du rez-de-chaussée et de la galerie. La zone du premier étage est séparée de la zone inférieure par une couronne simple et peu profonde. La façade de cette zone est retirée par rapport au plan de la façade de la zone inférieure de façon à former une terrasse encadrée par une balustrade. Au même niveau que la façade dans cette zone est disposée une série correctement rythmée de quatre ouvertures demi-rondes. Selon un plan authentique de 1923, entre ces ouvertures sont imaginés des médaillons décoratifs. Le second étage est résolu le plus simplement  avec huit fenêtres finies en demi-rondes et séparé du premier avec une couronne décorative. En plus des éléments architecturaux cités qui donnent à la façade frontale l’impression d’horizontalité équilibrée, la verticalité est accentuée par des risalites latérales, terminées dans la zone du premier étage en forme de petites tours allégées avec des ouvertures en arc sur trois côtés. Ces petites tours portent une association claire sur la forme de fortification et le caractère original du temple de Salomon. Elles représentent aussi un motif fréquent de l’architecture des synagogues, ce qui symbolise Jakin et Boaz, les piliers du temple de Salomon. L’accent ultime de la verticalité est donné par un fronton triangulaire au-dessus du deuxième étage.
À l’impression générale de caractère cérémonial contribue l’escalier en trois parties dans la zone du sous-sol et du rez-de-chaussée, décoré avec une simple balustrade avec deux candélabres. Dans la formulation stylistique et spatiale, l’escalier représente la réminiscence du classicisme français, respectivement la façade nord du Petit Trianon à Versailles.
La salle de prière consacrée aux rituels religieux est la partie centrale et essentielle de la synagogue. Le heh’al de la synagogue Sukat Shalom est de forme longitudinale et est situé au rez-de-chaussée avec la galerie. Il est orienté d’est en ouest et divisé par deux rangées de colonnes octogonales avec des chapiteaux décoratif. Ces piliers qui ont aussi une fonction esthétique, symbolique et constructive portent la galerie. Le plafond est à caisson et est décoré d’une bordure florale. De la partie la plus sacrée et aussi la plus décorative est dérivée la partie Aron Hakodesh situé sur le mur oriental du temple. Il accueille les bobines des livres sacrés des Torah ashkénazes et séfarades  et l'Ancien Testament de la Bible. Des deux côtés de cette œuvre sont situés deux piliers, les mêmes que ceux de l’heh’al, mais de section circulaire. Ils portent un grand cube de marbre qui symbolise l’arche de Moïse du Décalogue. Ces éléments décoratifs architecturaux datent de la reconstruction du monument culturel après la Seconde Guerre mondiale, à part l’intérieur qui a gardé  la même conception spatiale mais a été complètement dégradé pendant l’occupation.
Dans le contexte de la disposition urbaine, l’édifice de la synagogue est construit comme un bâtiment isolé dans la profondeur de la parcelle ce qui dans un certain sens rend difficile la vision de l’immeuble depuis la rue. Cette position de l’édifice est déterminée avant tout par une matrice historique urbaine d’un espace plus large qui est caractérisé par un tout irrégulier de rue et de parcelles allongées.